# Bengt Janus
Bengt Janus (vollständiger Name: Albert Bengt Janus Nielsen; * 5. April 1921 in Kopenhagen; † 5. Juni 1988 in Nykøbing Sjælland) war ein dänischer Jugendbuch- und Krimiautor. Er schrieb unter den Pseudonymen Jens K. Holm, Peter Sander und Britta Munk.
Bekannt wurde er vor allem durch die Jugendbuchreihe „Detektiv Kim“. Unter dem Pseudonym Britta Munk schrieb er Mysterybücher, die mit Hanne eine Hauptakteurin haben und sich an Mädchen richten.

## Leben
Bengt Janus wurde in Kopenhagen geboren und wuchs dort mit seiner sechs Jahre älteren Schwester Grete auf. Er besuchte die Rådmandsgade-Schule, an der sein Vater als Lehrer tätig war.
Zwischen 1953 und 1959 schrieb er unter dem Pseudonym Britta Munk 15 „Hanne“-Bücher, von denen nur die ersten drei auf Deutsch erschienen. Von 1957 bis 1973 veröffentlichte er als Jens K. Holm die Krimireihe „Detektiv Kim“.
Unter dem Pseudonym Peter Sander erschien im Jahr 1962 sein Krimi „Tod bei Tisch“, der 1964 von Erik Balling verfilmt wurde.
In den Jahren 1965 und 1966 schrieb Bengt Janus zusammen mit Erik Balling und Henning Bahs die Drehbücher zu den Spielfilmen Kaliber 7,65 – Diebesgrüße aus Kopenhagen und Slap af, Frede!.
Bengt Janus arbeitete neben seiner Autorentätigkeit als Übersetzer von schwedischen und englischen Büchern in die dänische Sprache, darunter die gesamte Schwarze-Sieben-Reihe von Enid Blyton.
Bengt Janus war verheiratet; die Ehe wurde jedoch in den frühen 1970er-Jahren kinderlos geschieden. Er starb am 5. Juni 1988 im Alter von 67 Jahren.

## Deutschsprachige Bücher

### Als Britta Munk
- 1954: Hanne
- 1954: Hotel Hanne
- 1954: Hanne und der Hoteldieb

### Als Peter Sander
- 1962: Tod bei Tisch
- 1964: Blues für Kitty

### Als Jens K. Holm
- 1971: Detektiv Kim aus Kopenhagen
- 1971: Detektiv Kim und der verschwundene Schatz
- 1971: Detektiv Kim und der vermisste Polizist
- 1971: Detektiv Kim stellt eine Falle
- 1971: Detektiv Kim und das geheimnisvolle Haus
- 1971: Detektiv Kim auf der richtigen Fährte
- 1972: Detektiv Kim und der schlaue blaue Papagei
- 1972: Detektiv Kim unter schwerem Verdacht
- 1972: Detektiv Kim und die Spione
- 1972: Detektiv Kim knackt das Ganovenrätsel
- 1972: Detektiv Kim verfolgt die Brandstifter
- 1972: Detektiv Kim bekämpft die Mopedbande
- 1973: Detektiv Kim entlarvt die Schmuggler
- 1973: Detektiv Kim entert die geheimnisvolle Motorjacht
- 1974: Detektiv Kim in der Klemme
- 1974: Detektiv Kim im Versteck der Posträuber
- 1975: Detektiv Kim greift ein
- 1975: Detektiv Kim und das verschwundene Krokodil
- 1980: Detektiv Kim lässt sich nicht täuschen
- 1980: Detektiv Kim und der großzügige Dieb

## Drehbücher
- 1965: Kaliber 7,65 – Diebesgrüße aus Kopenhagen
- 1966: Slap af, Frede!

## Verfilmungen
- 1964: Tod bei Tisch
- 1974–1975: Kim & Co.